# Canton français
Pour un article plus général, voir Canton.
Pour les articles homonymes, voir Canton (homonymie).
Un canton en France est la circonscription d'élection des conseillers départementaux, membres du conseil départemental.
La loi du 17 mai 2013 réforme profondément leur régime et effectue un redécoupage cantonal général. Le nombre de cantons est alors réduit de moitié, afin que chacun des cantons rénovés élise, au scrutin binominal, deux élus, nécessairement de sexes différents, de manière à imposer la parité entre hommes et femmes.
Le canton en France n'est pas une personne morale ; il n'a ni budget, ni compétence, ni employé, ni dirigeant, à l'inverse des communautés de communes ou autres administrations locales. Il n'a d'existence que dans le cadre des élections départementales.
Le « canton » au sens populaire (« les habitants du canton ») est donc aujourd'hui (voir ci-dessous) une appellation dénuée de fondement particulier.

## Rôle et administration
Dans une ville, une commune recouvre parfois plusieurs cantons alors qu'à la campagne un canton comprend plusieurs communes avec fréquemment les principaux services administratifs (gendarmerie, trésorerie, etc.) localisés au chef-lieu de canton. 
De 1790 à 1958, les cantons étaient le lieu où se trouvait la justice de paix, cette structure ayant été dissoute lors de la réforme judiciaire voulue par le général de Gaulle, par ordonnance du 22 décembre 1958. À la place de la justice de  paix s'est mise en place la justice d'instance, siégeant uniquement au chef-lieu d'arrondissement et fonctionnant ainsi jusqu'au 31 décembre 2019. Au 1 er janvier 2020, la loi de programmation 2018-2022 et de réforme de la justice promulguée le 23 mars 2019 marque la fin de la justice d'instance, qui fusionne avec la justice de grande instance, créant le " tribunal judiciaire " d'une part, dans les villes où ces deux échelons de la justice existaient  et créant, d'autre part, le " tribunal de proximité " dans les villes où n'était présent que l'ancienne justice de paix.    
Depuis le redécoupage cantonal de 2014 en France, les cantons ne sont plus que des circonscriptions électorales, destinées à permettre l'élection des représentants au conseil départemental, qui s'appelait auparavant conseil général. 
La ville de Paris, la métropole de Lyon et certaines collectivités sont dépourvues de cantons compte tenu de leur statut particulier où leur conseil délibérant joue à la fois le rôle de conseil municipal ou de conseil d'intercommunalité ou de conseil départemental .

## Histoire

### Création des cantons
Les cantons sont créés par le décret du 22 décembre 1789, relatif à la constitution des assemblées primaires et des assemblées administratives, par lequel l'Assemblée nationale constituante prévoit la division du royaume de France en 75 à 85 départements, la division de chaque département en 3 à 9 districts, et celle de chaque district en cantons, d'une superficie d'environ 4 lieues carrées (soit un peu moins de 18 kilomètres carrés).
L'organisation des cantons est réalisée en 1790, avec les départements, par la section de division du Comité de constitution. 4 649 cantons sont ainsi créés dans les actuelles limites de la France métropolitaine (moins les absorptions postérieures), regroupés en 542 districts. En 1793, les chiffres seront respectivement de 4 824 et de 560.
En juin 1793, la Convention supprime le canton qui va être rétabli par la Constitution du 22 août 1795, instituant le Directoire.
La Constitution du 5 fructidor an III (22 août 1795) supprime les districts et crée une municipalité de canton avec des représentants des communes. Du 1er vendémiaire an VII (22 septembre 1798) au 28 pluviôse an VIII (17 février 1800), en vertu de la loi du 13 fructidor an VI (30 août 1798), les mariages sont célébrés au chef-lieu de canton, et non plus dans la commune. Les cantons vont être regroupés en arrondissements lors de leur recréation, en 1800.
Ces nouveaux cantons ont alors trois fonctions essentielles : être le ressort d'une brigade de gendarmerie, disposer d'un corps de sapeurs-pompiers volontaires (intégrés alors dans la Garde nationale, qui sera dissoute en 1871), avoir un hospice pour les personnes âgées, accessible pour les personnes sans ressources et être la circonscription de collecte d'une perception. Si les sapeurs-pompiers vont rapidement être redistribués à la surface du territoire pour cause de mutation des incendies et inondations, les gendarmes et le fisc conserveront beaucoup plus longtemps les exacts périmètres d'action induits par le découpage cantonal de 1800. Aujourd'hui, les secteurs d'intervention des sapeurs-pompiers ne correspondent plus du tout aux cantons officiels, tandis que les gendarmes et l'administration des impôts n'en conservent les mêmes périmètres qu'en zone rurale.

### XIXeetXXesiècles
Par la loi du 8 pluviôse an IX (28 janvier 1801) intitulée « loi portant réduction du nombre de justices de paix », le nombre d'arrondissements est de 371 (toujours dans les limites de la France métropolitaine actuelle) et celui des cantons passe à 2916, soit une moyenne de 31 par département, contre 55 en 1790. « Le découpage a donc été effectué, à l'époque, sur la base d'une aire géographique et non sur des bases démographiques ». La démographie demeurait toutefois un critère de découpage dans la mesure où les villes de quelque importance étaient à nouveau divisées entre deux cantons voire davantage; d'autre part, les populations entre cantons restaient très comparables puisque, selon les données du recensement de 1806, le rapport de population entre le moins peuplé et le plus peuplé d'entre eux au sein de chaque département allait de 1 à 2 ou 1 à 3 pour les départements de plaine au rapport de 1 à 5, 1 à 6 ou un peu plus pour les départements de montagne. Les premiers préfets ont dû établir dans le département la répartition des communes par canton nouveau. Ces listes, après l'aval du gouvernement, ont été publiées au Bulletin des lois dans les années 1801-1802 et constituent la base des cantons encore en vigueur.
Le redécoupage de 1800 n'a jamais fait l'objet d'une refonte générale. Environ 60 % des cantons existants avant la réforme de 2013 n'ont jamais été modifiés depuis le début du XIXe siècle. Seulement trois cantons ruraux particulièrement dépeuplés et trois cantons urbains se retrouvant très en dessous du niveau de population de leurs cantons voisins ont été supprimés. En revanche, de nombreux ont été créés dans les zones en forte croissance démographique, principalement urbaines. Au total, le nombre s'est accru d'un tiers (de 3 000 à 4 000, en chiffres arrondis).
C'est d'une part le fait que le découpage ait été dès le départ plutôt géographique qu'autre chose et, d'autre part, la décision d'élire les conseillers généraux (au suffrage censitaire en 1833, puis au suffrage universel masculin à partir de 1848, et enfin au suffrage universel après 1944), qui a bloqué le pouvoir politique quant à une refonte de quelque ampleur, les élus et de plus en plus les élus ruraux refusant d'avance de toucher au statu quo. Nulle loi n'ayant jamais défini de règle démographique à appliquer à des entités territoriales devenues essentiellement et au fil du temps des entités électorales, la liberté a été laissée aux préfets de sectionner les cantons qu'ils voulaient. Si bien que des départements ont été considérablement remaniés, à côté d'autres qui ne le furent pas ou peu. Exemple : le Pas-de-Calais, dont l'ancien bassin houiller a été subdivisé à l'infini, à côté d'un département du Nord qui a conservé de grands et très peuplés cantons. Ainsi encore la ville de Limoges, qui a également été divisée à outrance, pour ne pas supprimer de canton rural tout en conservant le même rapport de population entre les cantons.
Cette question de la plus ou moins grande prise en compte des écarts démographiques revint de façon lancinante dans les débats politiques. En 1985, le Conseil constitutionnel jugea que l’organe délibérant d’une collectivité territoriale devait « être élu sur des bases essentiellement démographiques ; que s’il ne s’ensuit pas que cette représentation doive être nécessairement proportionnelle à la population de chaque région ni qu’il ne puisse être tenu compte d’autres impératifs d’intérêt général, ces considérations ne peuvent cependant intervenir que dans une mesure limitée ». Cette jurisprudence étant régulièrement réaffirmée, un redécoupage profond s'imposait, si l'on voulait éviter le risque d'annulation globale d'un scrutin cantonal pour non-respect des principes constitutionnels d'égalité des citoyens devant le suffrage.

### XXIesiècle

#### La réforme inaboutie de 2010
La réforme des collectivités territoriales, mise en perspective par le comité Balladur (Comité pour la réforme des collectivités locales, créé par décret du président de la République le 22 octobre 2008) appelait donc à un remodelage général du découpage cantonal, sur base démographique et dans le cadre des circonscriptions législatives telles que validées en 2010.
Le comité Balladur proposait que les cantons fussent redécoupés dans des circonscriptions ou arrondissements plus étendus à l'intérieur des frontières départementales. Les conseillers départementaux et régionaux seraient remplacés par un nouveau type d'élus locaux : les conseillers territoriaux. Ceux-ci seraient élus lors d'un scrutin de liste proportionnel à deux tours, avec une prime majoritaire. Cette élection, qui ne pourrait pas intervenir avant 2014, aurait lieu le même jour pour les deux collectivités (département et région). Les premiers de liste siégeraient au département ainsi qu'à la région ; les suivants dans la seule assemblée départementale.
Toutefois l'option retenue par le projet de loi de réforme des collectivités territoriales, discuté au Parlement à partir d'octobre 2009, est un peu différente : les nouveaux cantons seraient en moyenne de 20 000 habitants, et serviraient de circonscription à l'élection des conseillers territoriaux. En parallèle, 20 % des conseillers territoriaux seraient élus au niveau départemental à la proportionnelle. Ainsi :
- Pour un département peu peuplé, comme la Lozère, ayant  76 800 habitants et 25 cantons, ne subsisteraient plus que 3 ou 4 cantons, et un conseiller élu au niveau départemental.
- Pour un département moyennement peuplé, comme l'Ain, ayant 574 377 habitants et 43 cantons, il y aurait 28 ou 29 cantons, et 5 ou 6 conseillers élus au niveau départemental.
- Pour un département fortement peuplé, comme le Nord, ayant 2 565 257 habitants et 79 cantons, il y aurait 128 ou 129 cantons, et 25 ou 26 conseillers élus au niveau départemental.

Le texte finalement adopté en novembre 2010 ne prévoit plus cette dose de proportionnelle, et établit un nombre de conseillers, et donc de cantons par département, différent. Cette répartition était annexée sous forme de tableau à la loi, jusqu'à sa censure par le Conseil constitutionnel en décembre, en raison du déséquilibre de certaines répartitions. Un nouveau tableau de répartition est finalement adopté en juillet 2011.
« Très critiqué, cet ensemble de textes a été accusé d’avoir fortement contribué à faire perdre à la droite le Sénat en septembre 2011. »

#### La réforme de 2013
À la suite des élections présidentielle et législatives de 2012, la nouvelle majorité de gauche décide de revenir sur la création du conseiller territorial prévu par la loi de 2010, conformément aux engagements de François Hollande lors de son discours électoral de Dijon de créer, pour les élections départementales, « un nouveau mode de scrutin qui devra assurer une proximité mais aussi une meilleure représentation de toutes les sensibilités, et respecter le principe de parité posé dans la Constitution ». La réforme annoncée a donc pour objectif de remédier aux inconvénients de l'élection au scrutin majoritaire appliqué jusqu'alors, qui avait eu pour effet une forte bipolarisation de la vie politique locale autour du PS et de l’UMP et un faible accès des femmes, qui ne représentaient que 13,5 % des conseillers généraux.
Un projet de loi adopté en conseil des ministres le 28 novembre 2012 prévoit le retour des cantons comme circonscription pour élire les seules assemblées départementales, rebaptisées conseils départementaux. Cependant, un redécoupage est prévu, ainsi qu'un mode de scrutin original, destiné à promouvoir la parité : chaque canton redécoupé se verra représenté par deux conseillers départementaux, un homme et une femme, élus en binôme. Les premières élections de ce type devraient avoir lieu en mars 2015.
Le 16 mai 2013, ces dispositions, adoptées par le parlement, sont validées par le Conseil constitutionnel,,, le redécoupage des cantons devant être ensuite engagé par le ministère de l'Intérieur, et validé des décrets en conseil d'État, après avis de chacun des conseils généraux concernés.
Ce redécoupage ne se résume pas à la simple fusion de deux anciens cantons en un seul représenté par deux conseillers départementaux : la loi prévoit des modalités complexes destinées à assurer la réduction des disparités démographiques majeures qui existaient entre les cantons au sein d’un même département (et qui allaient de 1 à 50, violant manifestement le principe constitutionnel d'égalité des citoyens devant le suffrage universel).
C'est ainsi que le redécoupage induit par la réforme de 2013 applique les règles suivantes :
« La modification des limites territoriales des cantons effectuée en application du I est conforme aux règles suivantes :
a) Le territoire de chaque canton est défini sur des bases essentiellement démographiques ;
b) Le territoire de chaque canton est continu ;
c) Est entièrement comprise dans le même canton toute commune de moins de 3 500 habitants. »
— Article L. 3113-2 III du Code général des collectivités territoriales.

De plus, 
« Le nombre de cantons dans chaque département comptant plus de 500 000 habitants ne peut être inférieur à dix-sept. Il ne peut être inférieur à treize dans chaque département comptant entre 150 000 et 500 000 habitants. »
— Article L. 191-1 du Code électoral
De plus, le lien entre les limites des cantons et les limites des arrondissements disparaît.

## Les élections départementales
En France, l'élection départementale permet d'élire les conseillers départementaux.
Jusqu'en 2013, on appelait les élections : élections cantonales et les élus des conseillers généraux.
Les premières élections départementales ont eu lieu les 22 et 29 mars 2015.

## Évolution du nombre de cantons

### Avant la réforme de 2013
Le nombre de cantons varie selon les départements (le Territoire de Belfort en a 15, le Nord 79). Au total, en 2013, il existe 4 055 cantons en France dont 172 dans les cinq départements d'outre-mer.
Le nombre moyen de cantons par région est de 150, par département 40, par arrondissement 12. Les cantons comptent en moyenne 9 communes. En 2010, la population municipale moyenne des cantons s'élevait à 15 986 habitants.

### En 2015
Le nombre de cantons passe de 4 035 à 2 054, les cantons de Martinique et de Guyane disparaissant à la suite de la transformation de ces départements et régions d'outre-mer en collectivités territoriales uniques tandis que les cantons situés dans la métropole de Lyon, qui est une collectivité territoriale à statut particulier, sont eux aussi supprimés. Le nombre total de conseillers départementaux, qui sont élus par groupe de deux personnes, est  égal à 4 108.